# 조 코리건
조지프 토머스 코리건(영어: Joseph Thomas Corrigan, 1948년 11월 18일, 그레이터 맨체스터 주 맨체스터 ~)은 잉글랜드의 전직 프로 축구 선수로, 현역 시절 잉글리시 풋볼 리그의 맨체스터 시티, 브라이턴 & 호브 앨비언, 노리치 시티, 그리고 스토크 시티는 물론 잉글랜드 국가대표팀에서도 골키퍼로 활약했다.
코리건은 맨체스터 시티에서 축구를 시작해 1967년에 프로 무대 신고식을 치렀다. 1969-70 시즌, 그는 메인 로드에서 주전 골키퍼로 도약해 노쇠한 해리 다우드를 대신했다. 그는 맨체스터 시티에서 16년을 활약하며 유러피언 컵위너스컵을 1번, 리그컵을 2번 우승했고, 잉글랜드 국가대표팀 경기에도 9번 출전했다. 그는 1983년에 북미 사커 리그의 시애틀 사운더스로 떠났다가 브라이턴 & 호브 앨비언, 노리치 시티, 그리고 스토크 시티에서 말년을 보냈다. 그는 1985년에 목 부상으로 은퇴했다.

## 선수 경력
코리건은 1966년에 유소년 선수 신분으로 맨체스터 시티에 입단했다. 그는 1967년에 블랙풀과의 리그컵 경기에서 신고식을 치렀다. 코리건은 1969년에 FA컵을 들어올린 해리 다우드의 계보를 이을 선수였다. 코리건은 이후 1969-70 시즌에 들어 1군 주전으로 자리잡았고, 맨체스터 시티의 유러피언 컵위너스컵과 리그컵의 컵대회 2관왕 주역이 되었다. 그는 1976년 리그컵 우승의 주역이기도 했다. 그의 잉글랜드 국가대표팀 첫 경기는 1976년 5월 28일에 열린 이탈리아전으로, 이 경기를 시작으로 9번 국가대표팀 경기에 출전했고, 1982년 월드컵 당시 선수단에 이름을 올렸었다. 그는 피터 실턴과 레이 클레멘스가 없었다면 논란의 여지 없이 잉글랜드 국가대표팀에서 더 많은 출전 기회를 잡았을 것으로 추정된다. 코리건은 1980-81 시즌에 FA컵 결승전에 올랐지만, 토트넘 홋스퍼에 패하고도 최우수 선수로 활약했다. 코리건은 맨체스터 시티에서 도합 592번의 경기에 출전했는데, 그보다 많은 경기를 출전한 선수는 같은 골키퍼였던 앨런 오크스였다. 그는 맨체스터 시티 올해의 선수로도 3번 선정되어 리처드 던과 함께 역대 최다 맨체스터 시티 올해의 선수로 선정된 선수였다. 그는 프랭크 스위프트와 베르트 트라우트만과 함께 맨체스터 시티 역사상 정상급 골키퍼로도 회자된다.
코리건은 이후 1983년에 미국의 시애틀 사운더스에 £30,000으로 이적했다. 코리건은 미국에서 몇 달만 머물렀고, 29번의 경기에 출전한 후 브라이턴 & 호브 앨비언으로 둥지를 옮겨 잉글랜드 무대로 복귀했다. 말년에 그는 스토크 시티와 노리치 시티로 임대되기도 했다.

## 감독 경력
현역 은퇴 후, 조 코리건은 1994년부터 라파엘 베니테스가 취임하는 2004년까지 리버풀에서 골키퍼 코치를 역임했다. 2004년 9월 21일, 코리건은 체스터 시티의 사단에 합류했지만, 이후 2004년 10월 5일에 스톡포트 카운티의 골키퍼 코치가 되었다. 2005년 2월, 코리건은 웨스트 브로미치 앨비언에 합류했다. 조 코리건은 2008-09 시즌을 끝으로 은퇴했다.
2011년 2월, 코리건은 은퇴를 번복하고 헐 시티 지지자들로부터 지도자 자질에 의심이 제기된 마크 프루도의 후임으로 헐 시티의 골키퍼 코치가되었다. 코리건은 2011년 8월에 짐 불러드와 시즌 전 슬로베니아 전지 훈련에서 불미스러운 일에 휘말린 후 헐 시티에서의 보직을 내려놓았는데, 불러드도 그 결과 방출되었다.

## 국가대표팀 경력
코리건은 잉글랜드 태생의 아일랜드 혈통이다. 그는 1976년부터 1982년까지 잉글랜드 국가대표팀에서 9경기 출전했다.

## 수상
맨체스터 시티
- 유러피언 컵위너스컵: 1969–70
- 풋볼 리그컵: 1969–70, 1975–76
- 채리티 실드: 1972[7]

개인
- 맨체스터 시티 올해의 선수: 1976, 1978, 1980[8]

## 경력 통계

### 클럽
| 구단                   | 시즌      | 리그           | 리그 | 리그 | 컵   | 컵 | 리그컵 | 리그컵 | 기타 | 기타 | 기타 | 기타 |
| 구단                   | 시즌      | 리그명         | 출장 | 골   | 출장 | 골 | 출장   | 골     | 출장 | 골   | 출장 | 골   |
| ---------------------- | --------- | -------------- | ---- | ---- | ---- | -- | ------ | ------ | ---- | ---- | ---- | ---- |
| 맨체스터 시티          | 1967–68   | 1부 리그       | 0    | 0    | 0    | 0  | 2      | 0      | 0    | 0    | 2    | 0    |
| 맨체스터 시티          | 1968–69   | 1부 리그       | 4    | 0    | 0    | 0  | 0      | 0      | 0    | 0    | 4    | 0    |
| 맨체스터 시티          | 1969–70   | 1부 리그       | 34   | 0    | 1    | 0  | 7      | 0      | 8    | 0    | 50   | 0    |
| 맨체스터 시티          | 1970–71   | 1부 리그       | 33   | 0    | 3    | 0  | 1      | 0      | 8    | 0    | 45   | 0    |
| 맨체스터 시티          | 1971–72   | 1부 리그       | 35   | 0    | 2    | 0  | 2      | 0      | 1    | 0    | 40   | 0    |
| 맨체스터 시티          | 1972–73   | 1부 리그       | 30   | 0    | 5    | 0  | 1      | 0      | 2    | 0    | 38   | 0    |
| 맨체스터 시티          | 1973–74   | 1부 리그       | 15   | 0    | 1    | 0  | 0      | 0      | 1    | 0    | 17   | 0    |
| 맨체스터 시티          | 1974–75   | 1부 리그       | 15   | 0    | 1    | 0  | 0      | 0      | 2    | 0    | 18   | 0    |
| 맨체스터 시티          | 1975–76   | 1부 리그       | 41   | 0    | 2    | 0  | 9      | 0      | 3    | 0    | 55   | 0    |
| 맨체스터 시티          | 1976–77   | 1부 리그       | 42   | 0    | 4    | 0  | 1      | 0      | 2    | 0    | 49   | 0    |
| 맨체스터 시티          | 1977–78   | 1부 리그       | 42   | 0    | 2    | 0  | 7      | 0      | 2    | 0    | 53   | 0    |
| 맨체스터 시티          | 1978–79   | 1부 리그       | 42   | 0    | 2    | 0  | 5      | 0      | 8    | 0    | 57   | 0    |
| 맨체스터 시티          | 1979–80   | 1부 리그       | 42   | 0    | 1    | 0  | 4      | 0      | 0    | 0    | 47   | 0    |
| 맨체스터 시티          | 1980–81   | 1부 리그       | 37   | 0    | 8    | 0  | 6      | 0      | 0    | 0    | 51   | 0    |
| 맨체스터 시티          | 1981–82   | 1부 리그       | 39   | 0    | 2    | 0  | 4      | 0      | 0    | 0    | 45   | 0    |
| 맨체스터 시티          | 1982–83   | 1부 리그       | 25   | 0    | 3    | 0  | 3      | 0      | 0    | 0    | 31   | 0    |
| 맨체스터 시티          | 합계      | 합계           | 476  | 0    | 37   | 0  | 52     | 0      | 37   | 0    | 602  | 0    |
| 시애틀 사운더스        | 1983      | 북미 사커 리그 | 29   | 0    | –    | –  | –      | –      | –    | –    | 29   | 0    |
| 브라이턴 & 호브 앨비언 | 1983–84   | 2부 리그       | 36   | 0    | 3    | 0  | 3      | 0      | 0    | 0    | 42   | 0    |
| 노리치 시티 (임대)     | 1984–85   | 1부 리그       | 3    | 0    | 0    | 0  | 1      | 0      | 0    | 0    | 4    | 0    |
| 스토크 시티 (임대)     | 1984–85   | 1부 리그       | 9    | 0    | 0    | 0  | 0      | 0      | 0    | 0    | 9    | 0    |
| 경력 합계              | 경력 합계 | 경력 합계      | 553  | 0    | 40   | 0  | 56     | 0      | 37   | 0    | 686  | 0    |

1. ↑  코파 안글로-이탈리아나, 앵글로스코티시 컵, 채리티 실드, 텍사코 컵, UEFA컵, 그리고 유러피언 컵위너스컵 출전 기록.

### 국가대표팀
| 국가대표팀 | 연도 | 출장 | 골 |
| ---------- | ---- | ---- | -- |
| 잉글랜드   | 1976 | 1    | 0  |
| 잉글랜드   | 1977 | 0    | 0  |
| 잉글랜드   | 1978 | 1    | 0  |
| 잉글랜드   | 1979 | 1    | 0  |
| 잉글랜드   | 1980 | 2    | 0  |
| 잉글랜드   | 1981 | 2    | 0  |
| 잉글랜드   | 1982 | 2    | 0  |
| 합계       | 합계 | 9    | 0  |